# أنخيل ماريا هيريرا
أنخيل ماريا هيريرا (بالإسبانية: Ángel María Herrera)‏ هو مربي بنمي، ولد في 3 ديسمبر 1859 في Penonomé District ‏ في بنما، وتوفي في 2 مايو 1948 في بنما.